# Махаринець Микола Григорович
Махари́нець Мико́ла Григоро́вич (1971—2022); —  молодший сержант Збройних сил України, учасник російсько-української війни.

## Життєпис
Народився 14 лютого 1971 року в селі Голов'ятине (Смілянський район, Черкаська область). Проживав у селі Малий Бузуків разом зі своєю сім'єю — дружиною та двома синами.
У період з 2015 року по 2016 рік брав участь в Антитериростичній операції на сході України у складі 43-ї окремої артилерійської бригади імені гетьмана Тараса Трясила (43 ОАБр, в/ч А3085, пп В2050).
З 24 лютого 2022 року боронив українську державу від військової агресії росії на посаді командира відділення — командир машини мотопіхотного взводу мотопіхотної роти мотопіхотного батальйону ЗС України 30-ї окремої механізованої бригади імені князя Костянтина Острозького (30 ОМБр, в/ч А0409, пп В273).
Помер під час безпосередньої участі в бойових діях та забезпеченні заходів з національної безпеки і оборони, відсічі і стримування збройної агресії росії (місце — не уточнено).
Відбулося прощання в рідному селі, 27 травня 2022 року.